# Bzip2
Pour les articles homonymes, voir Zip.
bzip2 est à la fois le nom d'un algorithme de compression de données et d'un logiciel libre développé par Julian Seward entre 1996 et 2000 qui l'implémente.
L'extension des fichiers compressés avec ce logiciel est généralement .bz2.

## Algorithme
L'algorithme bzip2 utilise la transformée de Burrows-Wheeler avec le codage de Huffman. Le taux de compression est la plupart du temps meilleur que celui de l'outil classique gzip.

## Utilisations
bzip2 est très utilisé sous UNIX comme alternative, voire comme remplacement à l'utilitaire gzip, du fait de son efficacité supérieure. Il ne le remplace pas totalement car il est significativement moins rapide ; le choix entre les deux logiciels se fait donc selon l'usage et les contraintes.
L'utilisation de bzip2 comme alternative lente mais efficace à gzip est remise en question par l'arrivée de LZMA. En effet, cet algorithme encore plus efficace et plus rapide à la décompression s'impose de plus en plus pour les tâches de distribution (installeurs sous Windows, paquets de certaines distributions de GNU/Linux...).
bzip2 conserve néanmoins des avantages par rapport à LZMA : une faible utilisation mémoire à la compression, la robustesse des archives à la corruption et la parallélisation possible sur de nombreux threads (LZMA ne peut exploiter plus de deux threads).

## Logiciels
bunzip2 est la commande permettant de décompresser les archives .bz2, à l'instar de gunzip pour les archives .gz.
bzip2 est utilisé conjointement avec GNU tar pour les archives tarball compressées :
```
tar cjvf monfichier.tar.bz2 fichier1 fichier2 repertoire/
tar xjvf monfichier.tar.bz2
```

dbzip2, lbzip2, pbzip2 (version Windows) et bzip2smp sont des implémentations parallèles de bzip2.